# Huitzilac (község)
Huitzilac község Mexikó Morelos államának északnyugati részén. 2010-ben lakossága kb. 17 000 fő volt, ebből mintegy 4600-an laktak a községközpontban, Huitzilacban, a többi lakos a község területén található 67 kisebb-nagyobb településen élt. Legnagyobb települése nem a községközpont, hanem Tres Marías.

## Fekvése
A Morelos állam északnyugati részén fekvő község teljes területe a Vulkáni-kereszthegységhez tartozik. A terület északról délre folyamatosan lejt (jóval 3000 m fölötti magasságból 1900 m alá), de északi és nyugati részén nem egyenletesen: itt kisebb-nagyobb hegyek teszik változatossá a felszínt, a község közepén pedig a Tres Marías vulkán nyúlik 3200 m fölé. Bár az év során elég sok csapadék hull, de időbeli eloszlása egyenetlen, így állandó vízfolyások a község területén nincsenek. Időszakos patakjai közül jelentősebbek az Agua de Cadena és az El Zorrillo. Huitzilac község 20%-át hasznosítják növénytermesztésre, a legelők 5%-ot tesznek ki, a terület legnagyobb részét pedig (70%-ot) erdők borítják.

## Élővilág
A községben változatos az élővilág. Erdei főként azték jegenyefenyőből és más fenyőkből (például Pinus hartwegii, mexikói fehérfenyő, Montezuma-fenyő, Pinus teocote), magyaltölgyből és más tölgyekből (pl. Quercus barbinervis) valamint cédrusokból állnak. Lágyszárú növényei közül jellegzetesek az aggófüvek, a dáliák, az Arctostaphylos- és Calamintha-fajok, a Symphoricarpus microphylus valamint a Lopezia-, Castilleja- és gólyaorrfajok.
63 megfigyelt állatfaja közül endemikus faj például a Dendrortyx macroura nevű tyúkalakú és a Campylorhynchus megalopterus nevű verébalakú madár. A területről eltűnés fenyegeti a kis sólymot, emellett említésre méltó fajok még a Sorex saussurei nevű cickányféle, a Myotis yelifer és a Myotis californicus nevű denevérek, a floridai üreginyúl, a mexikói vattafarkúnyúl, a sziklai ürge, az aranyhasú mókus (más néven mexikói szürkemókus), a mexikói bozótpatkány, a szürkeróka, a hosszúfarkú menyét, a bűzösborzfélék, a hiúz, a fehérfarkú szarvas, az azték nyúl, az észak-amerikai macskanyérc, az oposszumfélék, a mexikói szelindekdenevér, a kilencöves tatu, a csörgőkígyók és a Neotomodon alstoni nevű egér.

## Népesség
A község lakóinak száma a közelmúltban általában növekedett, bár volt olyan időszak is, amikor csökkent. A változásokat szemlélteti az alábbi táblázat:
| Év   | Lakosság |
| ---- | -------- |
| 1990 | 10 573   |
| 1995 | 13 589   |
| 2000 | 15 184   |
| 2005 | 14 815   |
| 2010 | 17 340   |

## Települései
A községben 2010-ben 68 lakott helyet tartottak nyilván, de nagy részük igen kicsi: 35 településen 50-nél is kevesebben éltek. A jelentősebb helységek:
| Település                        | Lakosság (2010) |
| -------------------------------- | --------------- |
| Tres Marías                      | 6160            |
| Huitzilac (községközpont)        | 4568            |
| Coajomulco                       | 2089            |
| Real Montecassino                | 364             |
| Fraccionamiento Sierra Encantada | 349             |
| Huertas de San Pedro             | 179             |
| Tetecuintla                      | 164             |
| María Candelaria                 | 162             |
| Cuacometla                       | 147             |
| San José de la Montaña           | 132             |
| Monte Cristo                     | 132             |
| Monte Bello                      | 126             |
| Fierro del Toro                  | 125             |
| Tepextitla (El Cerrito)          | 123             |
| Villa Suiza (Coto del Marqués)   | 122             |
| Tlacotepec                       | 117             |
| Fraccionamiento Atlixtac         | 115             |
| Los Olivos                       | 109             |
| Barrio Gualupita                 | 107             |
| San Martín Ajahuayo (El Reposo)  | 101             |